# Eva Borušovičová
Eva Borušovičová, známá také pod pseudonymem Maxim E. Matkin (5. ledna 1970 Levice, Československo – 2. června 2025), byla slovenská spisovatelka, filmová režisérka a scenáristka.

## Životopis
Eva Borušovičová se narodila 5. ledna 1970 v Levicích. Měla mladší sestru Soňu. Studovala scenáristiku a později režii na Vysoké škole múzických umění (VŠMU) v Bratislavě, kterou absolvovala v roce 1988. Již jako studentka pracovala jako dramaturgyně pro veřejnoprávní Rozhlas a televizi Slovenska, zejména se podílela na populárním dětském pořadu Od Kuka do Kuka.
Jejím prvním režijní film byl Modré z nebe, který měl premiéru na filmovém festivalu v Karlových Varech v roce 1997. Později režírovala filmy Amálka, ja sa zbláznim! (2000) a Vadí nevadí (2001). V roce 2009 napsala scénář k filmu Jánošík – Pravdivá historie, který režírovali Agnieszka Holland a Kasia Adamik.
Rovněž se věnovala psaní. V roce 2018 napsala román Do plavek. Poté publikovala Plány B a Uděláme vše, co se dá.
Jejím manželem byl lékař Norbert Moravanský. Měli spolu tři děti. Eva Borušovičová zemřela 2. června 2025 ve věku 55 let na rakovinu kůže.

## Filmografie

### Režie
- Modré z nebe (1997)
- Amálka, ja sa zbláznim! (2000)
- Vadí nevadí (2001)

### Scénář
- Modré z nebe (1997)
- Vadí nevadí (2001)
- Jánošík – Pravdivá historie (2009)